# 小沼ますみ
小沼 ますみ（こぬま ますみ、1936年10月1日 - ）は、クラシック音楽の評論家。
東京生まれ。旧姓・山中。1959年津田塾大学英文学科卒業、韓国銀行東京支店勤務。64年退職し中学・高校教員。1971-73年ロンドンに滞在。イギリス・ショパン協会会員。『音楽の友』などでショパンについての記事寄稿多数。

## 著書
- 『ショパンとサンド 愛の軌跡』音楽之友社 音楽選書 1982
- 『ショパンの表現様式の考察 「24のプレリュード作品28」の自筆譜に基づく』ムジカノーヴァ ムジカノーヴァ叢書 1987
- 『ショパン若き日の肖像』音楽之友社 音楽選書 1989
- 『ショパン失意と孤独の最晩年』音楽之友社 音楽選書 1992

翻訳
- ジェラルド・エーブラハム『ショパンの様式』音楽之友社 1979